# Султаник, Кальман
Кальман Султаник (пол. Kalman Sultanik, 1917, Мехув, Малопольское воеводство — 19 октября 2014, Нью-Йорк, Нью-Йорк) — видный сионистский деятель, который на протяжении всей своей жизни принимал активное участие в многочисленных еврейских и сионистских организациях. Был членом Совета Мемориала Холокоста США, работал в исполнительном комитете Еврейского агентства Израиля и стал вице-президентом Всемирного еврейского конгресса, а также председателем Американской секции Всемирной сионистской организации. Основал Дом Иерусалимской конфедерации и на протяжении десятилетий возглавлял Всемирную конфедерацию объединённых сионистов. Султаник также активно помогал польской общине переживших Холокост.

## Биография
Султаник родился 12 апреля 1917 года в оккупированной части Российской Империи, городе Мехов (Мiѣховъ) Меховского уезда Келецкой губернии (современный Мехув, Польша). Во время Второй мировой войны участвовал в подпольном движении сопротивления против нацистов, прежде чем его поместили в концентрационный лагерь Плашув в оккупированной немцами Польше, а затем в лагерь в Дрездене, Германия. Оттуда его заставили отправиться маршем смерти в Терезиенштадт.
После освобождения в 1945 году Султаник выступал в качестве представителя переживших Холокост в лагерях для перемещённых лиц на двадцать втором Всемирном сионистском конгрессе, проходившем в Базеле, Швейцария, в 1946 году. В 1949 году стал генеральным секретарём Всемирной конфедерации общих сионистов, а в 1977 году был избран вице-президентом Всемирного еврейского конгресса. В 1981 году, будучи сопредседателем Международного комитета по сохранению Освенцима-Биркенау Фонда Рональда С. Лаудера вместе с выжившим в Освенциме Эрнестом Мишелем, Султаник организовал собрание десяти тысяч переживших Холокост в Иерусалиме с целью продвижения проекта по сохранению Освенцима. В 1988 году Султаник занимал должность заместителя председателя Международного совета Государственного музея Освенцим-Биркенау, а также председателя и казначея комитета по бюджету и финансам музея. Он также помог собрать 40 миллионов долларов от правительств по всей Европе для сохранения этого объекта.
Впоследствии Султаник получил юридическое образование в Университете Ла-Саль в Чикаго, штат Иллинойс, а также основал Дом Конфедерации в Иерусалиме.
Султаник умер 14 октября 2014 года в Нью-Йорке в возрасте 97 лет.